# Răzvan Marin
Răzvan Gabriel Marin (Boekarest, 23 mei 1996) is een Roemeens voetballer die doorgaans speelt als middenvelder. In juli 2025 verruilde hij Cagliari voor AEK Athene. Marin maakte in 2016 zijn debuut in het Roemeens voetbalelftal.

## Clubcarrière
Marin speelde in de jeugdopleiding van Viitorul Constanța. Zijn debuut in het eerste elftal maakte de middenvelder op 18 oktober 2013, toen met 4–0 werd verloren op bezoek bij Steaua Boekarest. Marin begon aan het duel als reservespeler, maar zeven minuten voor het einde van de wedstrijd maakte hij als invaller zijn opwachting. Zijn eerste competitietreffer volgde een seizoen later, op 15 maart 2015. Op bezoek bij CFR Cluj opende Henrique de score voor Viitorul, maar door een treffer van Giorgi Tsjantoeria werd het weer gelijk. In de veertigste minuut tekende Marin voor de laatste en dus beslissende treffer in dit duel. Vanaf de zomer van 2015 had de middenvelder een grotere rol in het eerste elftal van de Viitorul. In seizoen 2016/17 wordt hij Roemeens kampioen met Viitorul.
In januari 2017 werd hij aangetrokken door Standard Luik, waar hij zijn handtekening zette onder een verbintenis voor de duur van vierenhalf seizoenen. Met de overgang is circa tweeënhalf miljoen euro gemoeid.In september 2018 verlengde Marin zijn verbintenis met twee seizoenen tot medio 2023. In maart 2018 wint hij met Standard de Belgische beker. In december 2018 eindigt hij op de tweede plaats bij de verkiezing van de Roemeens voetballer van het jaar door het blad Gazeta Sporturilor, en als eerste in een andere verkiezing van de Roemeense voetballer van het jaar, tijdens het Gala Fotbalului Românesc.
Begin april 2019 tekende hij een voorcontract bij Ajax, dat in de zomerse transferperiode van 2019 in zou gaan. Hij tekende bij de Amsterdamse club voor de duur van vijf seizoenen. Met de overgang zou circa twaalfenhalf miljoen euro gemoeid zijn. Marin maakte op 27 juli zijn officiële debuut voor Ajax, toen in de strijd om de Johan Cruijff Schaal 2019 gespeeld werd tegen PSV. Door doelpunten van Kasper Dolberg en Daley Blind won de Amsterdamse club met 2–0. Marin mocht het gehele duel meespelen van coach Erik ten Hag. Hij startte het seizoen als basisspeler op de positie die Lasse Schöne eerder invulde, maar gedurende het seizoen verloor hij deze basisplaats.
In september 2020 verruilde Marin Ajax op huurbasis voor een seizoen Cagliari. Na deze huurperiode werd het contract op 1 juli 2021 omgezet in een permanente transfer. In het seizoen 2021/22 degradeerde Cagliari naar de Serie B. Marin bleef op het hoogste niveau spelen, waar Empoli hem op huurbasis overnam. In juni 2023 werd de verhuurperiode met een jaar verlengd. Tevens kreeg Empoli een optie tot koop. Deze optie werd niet gelicht en in de zomer van 2024 keerde Marin terug bij Cagliari. Hier had hij opnieuw een basisplaats, tot hij een jaar later voor een bedrag van circa 1,7 miljoen euro overgenomen werd door AEK Athene. De Griekse club schotelde hem een contract voor drie seizoenen voor.

## Clubstatistieken
| Seizoen | Club               | Competitie      | Competitie | Competitie | Beker | Beker | Internationaal | Internationaal | Totaal | Totaal |
| Seizoen | Club               | Competitie      | Wed.       | Dlp.       | Wed.  | Dlp.  | Wed.           | Dlp.           | Wed.   | Dlp.   |
| ------- | ------------------ | --------------- | ---------- | ---------- | ----- | ----- | -------------- | -------------- | ------ | ------ |
| 2013/14 | Viitorul Constanța | Liga 1          | 10         | 0          | 0     | 0     | —              | —              | 10     | 0      |
| 2014/15 | Viitorul Constanța | Liga 1          | 17         | 1          | 4     | 0     | —              | —              | 21     | 1      |
| 2015/16 | Viitorul Constanța | Liga 1          | 28         | 3          | 4     | 1     | —              | —              | 32     | 4      |
| 2016/17 | Viitorul Constanța | Liga 1          | 20         | 4          | 0     | 0     | 2              | 0              | 22     | 4      |
| 2016/17 | Standard Luik      | Eerste klasse A | 18         | 2          | 0     | 0     | —              | —              | 18     | 2      |
| 2017/18 | Standard Luik      | Eerste klasse A | 33         | 4          | 6     | 2     | —              | —              | 39     | 6      |
| 2018/19 | Standard Luik      | Eerste klasse A | 38         | 10         | 1     | 0     | 8              | 0              | 47     | 10     |
| 2019/20 | Ajax               | Eredivisie      | 10         | 0          | 3     | 0     | 4              | 0              | 17     | 0      |
| 2020/21 | → Cagliari         | Serie A         | 37         | 3          | 2     | 0     | —              | —              | 39     | 3      |
| 2021/22 | Cagliari           | Serie A         | 36         | 0          | 1     | 1     | —              | —              | 37     | 1      |
| 2022/23 | → Empoli           | Serie A         | 33         | 2          | 1     | 0     | —              | —              | 34     | 2      |
| 2023/24 | → Empoli           | Serie A         | 30         | 0          | 1     | 0     | —              | —              | 31     | 0      |
| 2024/25 | Cagliari           | Serie A         | 33         | 3          | 2     | 0     | —              | —              | 35     | 3      |
| 2025/26 | AEK Athene         | Super League    | 0          | 0          | 0     | 0     | 0              | 0              | 0      | 0      |
| Totaal  | Totaal             | Totaal          | 343        | 32         | 25    | 4     | 14             | 0              | 382    | 36     |

Bijgewerkt op 24 juli 2025.

## Interlandcarrière
Marin maakte zijn debuut in het Roemeens voetbalelftal op 8 oktober 2016, toen met 0–5 gewonnen werd van Armenië. Marin mocht van bondscoach Christoph Daum in de basisopstelling starten. Nadat Bogdan Stancu en Adrian Popa al hadden gescoord, vergrootte Marin de voorsprong voor de Roemenen in de elfde minuut van de wedstrijd naar 0–3. Uiteindelijk zou de eindstand bereikt worden na treffers van Nicolae Stanciu en Alexandru Chipciu. De andere debutant dit duel was Dorin Rotariu (Dinamo Boekarest).
In mei 2024 werd Marin door bondscoach Edward Iordănescu opgenomen in de voorselectie van Roemenië voor het EK 2024 in Duitsland. Hij werd vervolgens op 7 juni 2024 ook opgenomen in de definitieve selectie. Roemenië werd groepswinnaar na een overwinning op Oekraïne (3–0), een nederlaag tegen België (2–0) en een gelijkspel tegen Slowakije (1–1). Hierna werd in de achtste finales met 0–3 verloren van Nederland. Marin kwam op het toernooi in alle wedstrijden in actie en scoorde tegen Oekraïne en Slowakije. Zijn toenmalige clubgenoten Etrit Berisha, Ardian Ismajli (beiden Albanië), Sebastian Walukiewicz en Bartosz Bereszyński (beiden Polen) waren ook actief op het EK.
| Interlands van Răzvan Marin voor Roemenië | Interlands van Răzvan Marin voor Roemenië | Interlands van Răzvan Marin voor Roemenië | Interlands van Răzvan Marin voor Roemenië | Interlands van Răzvan Marin voor Roemenië | Interlands van Răzvan Marin voor Roemenië | Interlands van Răzvan Marin voor Roemenië |
| №                                         | Datum                                     | Wedstrijd                                 | Uitslag                                   | Competitie                                | Goals                                     |                                           |
| Als speler bij Viitorul Constanța         | Als speler bij Viitorul Constanța         | Als speler bij Viitorul Constanța         | Als speler bij Viitorul Constanța         | Als speler bij Viitorul Constanța         | Als speler bij Viitorul Constanța         | Als speler bij Viitorul Constanța         |
| ----------------------------------------- | ----------------------------------------- | ----------------------------------------- | ----------------------------------------- | ----------------------------------------- | ----------------------------------------- | ----------------------------------------- |
| 1                                         | 8 oktober 2016                            | Armenië – Roemenië                        | 0 – 5                                     | WK 2018 kwalificatie                      | 11'                                       |                                           |
| 2                                         | 11 oktober 2016                           | Kazachstan – Roemenië                     | 0 – 0                                     | WK 2018 kwalificatie                      |                                           |                                           |
| 3                                         | 11 november 2016                          | Roemenië – Polen                          | 0 – 3                                     | WK 2018 kwalificatie                      |                                           |                                           |
| 4                                         | 15 november 2016                          | Rusland – Roemenië                        | 1 – 0                                     | WK 2018 kwalificatie                      |                                           |                                           |
| Als speler bij Standard Luik              |                                           |                                           |                                           |                                           |                                           |                                           |
| 5                                         | 26 maart 2017                             | Roemenië – Denemarken                     | 0 – 0                                     | WK 2018 kwalificatie                      |                                           |                                           |
| 6                                         | 10 juni 2017                              | Polen – Roemenië                          | 3 – 1                                     | WK 2018 kwalificatie                      |                                           |                                           |
| 7                                         | 13 juni 2017                              | Roemenië – Chili                          | 3 – 2                                     | Vriendschappelijk                         |                                           |                                           |
| 8                                         | 4 september 2017                          | Montenegro – Roemenië                     | 1 – 0                                     | WK 2018 kwalificatie                      |                                           |                                           |
| 9                                         | 5 oktober 2017                            | Roemenië – Kazachstan                     | 3 – 1                                     | WK 2018 kwalificatie                      |                                           |                                           |
| 10                                        | 24 maart 2018                             | Israël – Roemenië                         | 1 – 2                                     | Vriendschappelijk                         |                                           |                                           |
| 11                                        | 27 maart 2018                             | Roemenië – Zweden                         | 1 – 0                                     | Vriendschappelijk                         |                                           |                                           |
| 12                                        | 10 september 2018                         | Servië – Roemenië                         | 2 – 2                                     | Nations League 2018/19                    |                                           |                                           |
| 13                                        | 11 oktober 2018                           | Litouwen – Roemenië                       | 1 – 2                                     | Nations League 2018/19                    |                                           |                                           |
| 14                                        | 14 oktober 2018                           | Roemenië – Servië                         | 0 – 0                                     | Nations League 2018/19                    |                                           |                                           |
| 15                                        | 23 maart 2019                             | Zweden – Roemenië                         | 2 – 1                                     | EK 2020 kwalificatie                      |                                           |                                           |
| 16                                        | 26 maart 2019                             | Roemenië – Faeröer                        | 4 – 1                                     | EK 2020 kwalificatie                      |                                           |                                           |
| 17                                        | 10 juni 2019                              | Malta – Roemenië                          | 0 – 4                                     | EK 2020 kwalificatie                      |                                           |                                           |
| Als speler bij Ajax                       |                                           |                                           |                                           |                                           |                                           |                                           |
| 18                                        | 5 september 2019                          | Roemenië – Spanje                         | 1 – 2                                     | EK 2020 kwalificatie                      |                                           |                                           |
| 19                                        | 8 september 2019                          | Roemenië – Malta                          | 1 – 0                                     | EK 2020 kwalificatie                      |                                           |                                           |
| 20                                        | 15 oktober 2019                           | Roemenië – Noorwegen                      | 1 – 1                                     | EK 2020 kwalificatie                      |                                           |                                           |
| 21                                        | 18 november 2019                          | Spanje – Roemenië                         | 5 – 0                                     | EK 2020 kwalificatie                      |                                           |                                           |
| Als speler bij Cagliari                   |                                           |                                           |                                           |                                           |                                           |                                           |
| 22                                        | 11 oktober 2020                           | Noorwegen – Roemenië                      | 4 – 0                                     | Nations League 2020/21                    |                                           |                                           |
| 23                                        | 14 oktober 2020                           | Roemenië – Oostenrijk                     | 0 – 1                                     | Nations League 2020/21                    |                                           |                                           |
| 24                                        | 11 november 2020                          | Roemenië – Wit-Rusland                    | 5 – 3                                     | Vriendschappelijk                         | 20' (pen.)                                |                                           |
| 25                                        | 18 november 2020                          | Noord-Ierland – Roemenië                  | 1 – 1                                     | Nations League 2020/21                    |                                           |                                           |
| 26                                        | 25 maart 2021                             | Roemenië – Noord-Macedonië                | 3 – 2                                     | WK 2022 kwalificatie                      |                                           |                                           |
| 27                                        | 28 maart 2021                             | Roemenië – Duitsland                      | 0 – 1                                     | WK 2022 kwalificatie                      |                                           |                                           |
| 28                                        | 31 maart 2021                             | Armenië – Roemenië                        | 3 – 2                                     | WK 2022 kwalificatie                      |                                           |                                           |
| 29                                        | 2 juni 2021                               | Roemenië – Georgië                        | 1 – 2                                     | Vriendschappelijk                         |                                           |                                           |
| 30                                        | 6 juni 2021                               | Engeland – Roemenië                       | 1 – 0                                     | Vriendschappelijk                         |                                           |                                           |
| 31                                        | 2 september 2021                          | IJsland – Roemenië                        | 0 – 2                                     | WK 2022 kwalificatie                      |                                           |                                           |
| 32                                        | 5 september 2021                          | Roemenië – Liechtenstein                  | 2 – 0                                     | WK 2022 kwalificatie                      |                                           |                                           |
| 33                                        | 8 september 2021                          | Noord-Macedonië – Roemenië                | 0 – 0                                     | WK 2022 kwalificatie                      |                                           |                                           |
| 34                                        | 8 oktober 2021                            | Duitsland – Roemenië                      | 2 – 1                                     | WK 2022 kwalificatie                      |                                           |                                           |
| 35                                        | 11 oktober 2021                           | Roemenië – Armenië                        | 1 – 0                                     | WK 2022 kwalificatie                      |                                           |                                           |
| 36                                        | 11 november 2021                          | Roemenië – IJsland                        | 0 – 0                                     | WK 2022 kwalificatie                      |                                           |                                           |
| 37                                        | 25 maart 2022                             | Roemenië – Griekenland                    | 0 – 1                                     | Vriendschappelijk                         |                                           |                                           |
| 38                                        | 4 juni 2022                               | Montenegro – Roemenië                     | 2 – 0                                     | Nations League 2022/23                    |                                           |                                           |
| 39                                        | 7 juni 2022                               | Bosnië en Herzegovina – Roemenië          | 1 – 0                                     | Nations League 2022/23                    |                                           |                                           |
| 40                                        | 11 juni 2022                              | Roemenië – Finland                        | 1 – 0                                     | Nations League 2022/23                    |                                           |                                           |
| 41                                        | 14 juni 2022                              | Roemenië – Montenegro                     | 0 – 3                                     | Nations League 2022/23                    |                                           |                                           |
| Als speler bij Empoli                     |                                           |                                           |                                           |                                           |                                           |                                           |
| 42                                        | 23 september 2022                         | Finland – Roemenië                        | 1 – 1                                     | Nations League 2022/23                    |                                           |                                           |
| 43                                        | 26 september 2022                         | Roemenië – Bosnië en Herzegovina          | 4 – 1                                     | Nations League 2022/23                    |                                           |                                           |
| 44                                        | 17 november 2022                          | Roemenië – Slovenië                       | 1 – 2                                     | Vriendschappelijk                         |                                           |                                           |
| 45                                        | 25 maart 2023                             | Andorra – Roemenië                        | 0 – 2                                     | EK 2024 kwalificatie                      |                                           |                                           |
| 46                                        | 28 maart 2023                             | Roemenië – Wit-Rusland                    | 2 – 1                                     | EK 2024 kwalificatie                      |                                           |                                           |
| 47                                        | 9 september 2023                          | Roemenië – Israël                         | 1 – 1                                     | EK 2024 kwalificatie                      |                                           |                                           |
| 48                                        | 12 september 2023                         | Roemenië – Kosovo                         | 2 – 0                                     | EK 2024 kwalificatie                      |                                           |                                           |
| 49                                        | 12 oktober 2023                           | Wit-Rusland – Roemenië                    | 0 – 0                                     | EK 2024 kwalificatie                      |                                           |                                           |
| 50                                        | 15 oktober 2023                           | Roemenië – Andorra                        | 4 – 0                                     | EK 2024 kwalificatie                      | 44' (pen.)                                |                                           |
| 51                                        | 18 november 2023                          | Israël – Roemenië                         | 1 – 2                                     | EK 2024 kwalificatie                      |                                           |                                           |
| 52                                        | 21 november 2023                          | Roemenië – Zwitserland                    | 1 – 0                                     | EK 2024 kwalificatie                      |                                           |                                           |
| 53                                        | 22 maart 2024                             | Roemenië – Noord-Ierland                  | 1 – 1                                     | Vriendschappelijk                         |                                           |                                           |
| 54                                        | 26 maart 2024                             | Colombia – Roemenië                       | 3 – 2                                     | Vriendschappelijk                         |                                           |                                           |
| 55                                        | 4 juni 2024                               | Roemenië – Bulgarije                      | 0 – 0                                     | Vriendschappelijk                         |                                           |                                           |
| 56                                        | 17 juni 2024                              | Roemenië – Oekraïne                       | 3 – 0                                     | EK 2024                                   | 53'                                       |                                           |
| 57                                        | 22 juni 2024                              | België – Roemenië                         | 2 – 0                                     | EK 2024                                   |                                           |                                           |
| 58                                        | 26 juni 2024                              | Slowakije – Roemenië                      | 1 – 1                                     | EK 2024                                   | 37' (pen.)                                |                                           |
| 59                                        | 2 juli 2024                               | Roemenië – Nederland                      | 0 – 3                                     | EK 2024                                   |                                           |                                           |
| Als speler bij Cagliari                   |                                           |                                           |                                           |                                           |                                           |                                           |
| 60                                        | 6 september 2024                          | Kosovo – Roemenië                         | 0 – 3                                     | Nations League 2024/25                    | 51' (pen.)                                |                                           |
| 61                                        | 9 september 2024                          | Roemenië – Litouwen                       | 3 – 1                                     | Nations League 2024/25                    | 87' (pen.)                                |                                           |
| 62                                        | 12 oktober 2024                           | Cyprus – Roemenië                         | 0 – 3                                     | Nations League 2024/25                    | 25' (pen.)                                |                                           |
| 63                                        | 15 oktober 2024                           | Litouwen – Roemenië                       | 1 – 2                                     | Nations League 2024/25                    | 18' (pen.)                                |                                           |
| 64                                        | 15 november 2024                          | Roemenië – Kosovo                         | 3 – 0                                     | Nations League 2024/25                    |                                           |                                           |
| 65                                        | 18 november 2024                          | Roemenië – Cyprus                         | 4 – 1                                     | Nations League 2024/25                    | 42', 80'                                  |                                           |
| 66                                        | 21 maart 2025                             | Roemenië – Bosnië en Herzegovina          | 0 – 1                                     | WK 2026 kwalificatie                      |                                           |                                           |
| 67                                        | 24 maart 2025                             | San Marino – Roemenië                     | 1 – 5                                     | WK 2026 kwalificatie                      | 55' (pen.)                                |                                           |
| 68                                        | 7 juni 2025                               | Oostenrijk – Roemenië                     | 2 – 1                                     | WK 2026 kwalificatie                      |                                           |                                           |

Bijgewerkt op 24 juli 2025.

## Erelijst
| Competitie           |                    |                    |                    |                    |
| Competitie           | Aantal             | Jaren              |                    |                    |
| Viitorul Constanța   | Viitorul Constanța | Viitorul Constanța | Viitorul Constanța | Viitorul Constanța |
| -------------------- | ------------------ | ------------------ | ------------------ | ------------------ |
| Liga 1               | 1                  | 2016/17            |                    |                    |
| Standard Luik        |                    |                    |                    |                    |
| Beker van België     | 1                  | 2017/18            |                    |                    |
| Ajax                 |                    |                    |                    |                    |
| Johan Cruijff Schaal | 1                  | 2019               |                    |                    |